# Bombylius
Bombylius is een vliegengeslacht uit de familie van de wolzwevers (Bombyliidae). De wetenschappelijke naam werd gepubliceerd in 1758 door Carl Linnaeus in de tiende editie van Systema naturae. Er zijn uit Nederland negen soorten bekend.

## Biologie
De larven leven in de nesten van zandbijen. De vrouwtjes hebben een karakteristiek eileggedrag. Ze worden vaak gezien dicht boven de grond vliegend op zoek naar de nesten van zandbijen. Als een vrouwtje een nest gevonden heeft, blijft ze voor het nestopening zweven en schiet na enkele seconden een ei in het gat. Dit gebeurt met een korte slingerbeweging van het achterlijf. Dit wordt weergegeven in bijgaande animatie. Deze animatie is 30 keer vertraagd. Het wegschieten gebeurt in werkelijkheid in ongeveer 0,1 seconde. 

Bombylius venosus schiet haar ei in een gat.

Het vrouwtje heeft een structuur (zandkamer) aan het achterlijf waarin zand of stof kan worden opgeslagen. Als een vrouwtje met het achterlijf in los zand zit wordt daarmee de zandkamer gevuld. Het ei wordt voor het wegschieten met het zand bepoederd. Waarschijnlijk is dit nodig om het ei minder kleverig te maken.

## Soorten
In Nederland zijn drie soorten minder zeldzaam :
- Bombylius discolor Mikan, 1796 (Gevlekte wolzwever)
- Bombylius major Linnaeus, 1758 (Gewone wolzwever)
- Bombylius venosus Mikan, 1796 (Zwartborstelwolzwever)

- Bombylius aaroni Báez, 1983
- Bombylius aestivus Johnson & Johnson, 1975
- Bombylius albicapillus Loew, 1872
- Bombylius altimyia Hall & Evenhuis, 1980
- Bombylius ambustus Pallas, 1818
- Bombylius analis Olivier, 1789
- Bombylius anthophilus Evenhuis, 1983
- Bombylius anthophoroides Evenhuis, 1977
- Bombylius arizonicus Hall & Evenhuis, 1980
- Bombylius atriceps Loew, 1863
- Bombylius aureus Hall & Evenhuis, 1980
- Bombylius aurifer Osten Sacken, 1877
- Bombylius auriferoides Johnson & Johnson, 1975
- Bombylius austini Painter, 1933
- Bombylius balion Hall & Evenhuis, 1980
- Bombylius ballmeri Hall & Evenhuis, 1980
- Bombylius breviabdominalis Evenhuis, 1977
- Bombylius cachinnans Osten Sacken, 1877
- Bombylius candidus Loew, 1855
- Bombylius canescens Mikan, 1796
- Bombylius cinerarius Pallas & Wiedemann, 1818
- Bombylius cinerascens Mikan, 1796
- Bombylius cinerivus Painter, 1962
- Bombylius citrinus Loew, 1855
- Bombylius comanche Painter, 1962
- Bombylius cruciatus Fabricius, 1798
- Bombylius curtirhynchus Evenhuis, 1978
- Bombylius diegoensis Painter, 1933
- Bombylius discolor Mikan, 1796 (Gevlekte wolzwever)
- Bombylius duncani Painter, 1940
- Bombylius eboreus Painter, 1940
- Bombylius facialis Cresson, 1919
- Bombylius fascipennis Evenhuis, 1978
- Bombylius fimbriatus Meigen, 1820
- Bombylius flavifacies Hall & Evenhuis, 1980
- Bombylius flavipes Wiedemann, 1828
- Bombylius flavipilosa Cole, 1923
- Bombylius floccosus Loew, 1857
- Bombylius fraudulentus Johnson, 1907
- Bombylius frommerorum Hall & Evenhuis, 1980
- Bombylius fulvescens Wiedemann in Meigen, 1820
- Bombylius fulvibasoides Painter, 1962
- Bombylius fumosus Dufour, 1832
- Bombylius fuscus Fabricius, 1791
- Bombylius helvus Wiedemann, 1821
- Bombylius heximaculatus Johnson & Johnson, 1975
- Bombylius incanus Johnson, 1907
- Bombylius japygus Hall & Evenhuis, 1980
- Bombylius kanabensis Johnson & Johnson, 1975
- Bombylius kutshurganicus Paramonov, 1926
- Bombylius lancifer Osten Sacken, 1877
- Bombylius lassenensis Johnson & Johnson, 1965
- Bombylius leucopygus Macquart, 1846
- Bombylius macfarlandi Evenhuis, 1985
- Bombylius major Linnaeus, 1758 (Gewone wolzwever)
- Bombylius medius Linnaeus, 1758 (Gespikkelde wolzwever)
- Bombylius medorae Painter, 1940
- Bombylius metopium Osten Sacken, 1877
- Bombylius mexicanus Wiedemann, 1821
- Bombylius minor Linnaeus, 1758
- Bombylius modestus Loew, 1873
- Bombylius mohavensis Evenhuis, 1975
- Bombylius montanus Johnson & Johnson, 1975
- Bombylius mus Bigot, 1862
- Bombylius nevadensis Hall & Evenhuis, 1980
- Bombylius nicholsonae Hall & Evenhuis, 1980
- Bombylius nigriventris (Johnson & Johnson, 1975)
- Bombylius niveus Meigen, 1804
- Bombylius nubilus Mikan, 1796
- Bombylius oceanus Becker, 1908
- Bombylius painteri Evenhuis, 1978
- Bombylius pallens Wiedemann in Meigen, 1820
- Bombylius pardalotus François, 1969
- Bombylius pendens Cole, 1919
- Bombylius phlogmodes Evenhuis, 1984
- Bombylius pintuarius Báez, 1983
- Bombylius plichtai Hall & Evenhuis, 1980
- Bombylius posticus Fabricius, 1805 (Geelknopwolzwever)
- Bombylius pumilus Meigen, 1820
- Bombylius pygmaeus Fabricius, 1781
- Bombylius quadrifarius Loew, 1855
- Bombylius quirinus Evenhuis, 1984
- Bombylius ravus Loew, 1863
- Bombylius semifuscus Meigen, 1820
- Bombylius shelkovnikovi Paramonov, 1926
- Bombylius silvus Cole, 1919
- Bombylius sylphae Evenhuis, 1984
- Bombylius texanus Painter, 1933
- Bombylius torquatus Loew, 1855
- Bombylius trichurus Pallas, 1818
- Bombylius validus Loew, 1863
- Bombylius varius Fabricius, 1805
- Bombylius venosus Mikan, 1796 (Zwartborstelwolzwever)
- Bombylius washingtoniensis Evenhuis, 1978
- Bombylius xanthothrix Evenhuis, 1978
- Bombylius zapataensis Evenhuis, 1984
- Bombylius zircon Evenhuis, 1984